# Terapia de reorientación sexual

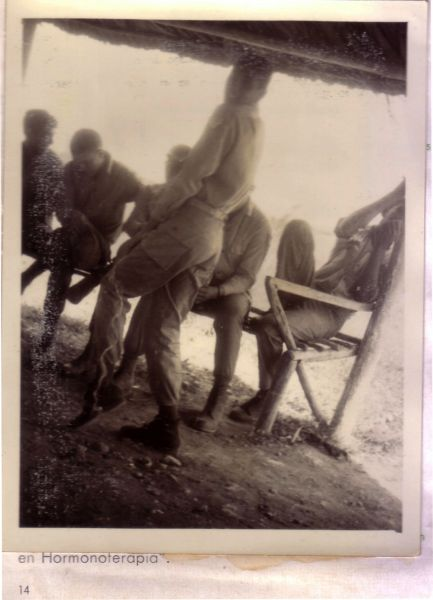
Terapia de reorientación sexual en la Unidad Militar de Ayuda a la Producción de Cuba en 1967.

Terapia de reorientación sexual, terapias de conversión, terapia de conversión sexual, terapia reparativa o de deshomosexualización son los distintos nombres con los que se conoce a una serie de métodos pseudocientíficos enfocados al cambio de la orientación sexual de personas homosexuales y bisexuales para intentar convertirlos en heterosexuales, y a las personas trans o de género diverso/diferente en cisgénero. Puede incluir la modificación del comportamiento, la terapia de aversión, la oración y el consejo religioso. Esta práctica está estrechamente relacionada con el movimiento exgay, que es más explícitamente religioso. Los grupos de exhomosexuales tienden a concentrarse en evitar actividades homosexuales y secundariamente (o a veces, en absoluto) en cambiar la tendencia subyacente.
Este tipo de pseudoterapias son ilegales en varios países y en diferentes estados de Estados Unidos.

## Consenso especializado
Actualmente, la Asociación Estadounidense de Psicología condena estas terapias que intentan cambiar la orientación sexual de los pacientes, indicando que hay grandes probabilidades de que los pacientes sufran depresión y tendencias suicidas. Además, declaró que los psicólogos y demás terapeutas no deben decirle a sus clientes homosexuales que pueden convertirse en heterosexuales a través de terapia u otros tratamientos ya que no existe evidencia sólida de que esto sea posible. Estas declaraciones fueron realizadas luego de una investigación que duró dos años y en las que participaron 150 000 miembros.
El consenso médico y de los trabajadores de la salud mental en los Estados Unidos es que no existe evidencia científica de que la terapia de reorientación sexual sea efectiva para cambiar la orientación sexual, y existe evidencia de que puede ser dañina.
Ninguna de las principales organizaciones médicas tanto en Estados Unidos como a nivel mundial apoya la terapia de reorientación.
Afirman que la orientación sexual no puede ser cambiada con terapia ni mucho menos a la fuerza, que los intentos de reorientación pueden ser dañinos para el bienestar personal,
y que «las posiciones defendidas por [los partidarios de la terapia de reorientación] NARTH (National Association for Research and Therapy of Homosexuality) y Enfoque a la Familia (Focus on the Family) crean un ambiente en el que pueden florecer el prejuicio y la discriminación».
El término de «conversión» suele preferirse al de «reparativo», ya que este último sugiere que el deseo sexual por su mismo sexo puede o debe ser «reparado».Debido a la opinión médica, la terapia de reorientación sexual es una práctica marginal.
En la década de 2000, los terapeutas de reorientación sexual definen el movimiento como la posibilidad de dar a elegir su sexualidad a los hombres y mujeres homosexuales que son infelices por ello. A nivel internacional, ya en marzo de 2016 tenía lugar el pronunciamiento de la Asociación Mundial de Psiquiatría en contra de las terribles «terapias» reparadoras, intervenciones que no solo se han mostrado ineficaces para cambiar la orientación sexual de una persona, sino que resultan muy peligrosas (los riesgos incluyen depresión, ansiedad y comportamiento autodestructivo).
Los defensores de los derechos del colectivo LGBT describen el fenómeno como «la derecha cristiana que ha vuelto a empaquetar su campaña antigay en términos más suaves y amables.
En vez de simplemente denunciar a los homosexuales como corruptos social y moralmente, la derecha cristiana ha pasado a una estrategia de enfatizar [...] el movimiento exgay. Sin embargo, tras la máscara de compasión, el fin sigue siendo el mismo: reducir la protección legal para gais, lesbianas, bisexuales y transexuales».

## Historia y desarrollo de la doctrina
El desarrollo de la terapia de reorientación sexual puede ser dividido aproximadamente en tres periodos: un primer periodo freudiano, un segundo periodo en el que la terapia de reorientación tenía la aprobación de la mayoría del establishment de la salud mental, época en la que los médicos se convirtieron en el «superintendente principal» de la sexualidad, y un periodo posterior a los disturbios de Stonewall, cuando la mayoría de la profesión médica rechazó la terapia.

### Freud y los primeros sexólogos (1886-1939)
Los primeros intentos de clasificar la homosexualidad como una enfermedad se realizaron en el movimiento europeo de sexólogos a finales del siglo XIX. En 1886 el sexólogo Richard von Krafft-Ebing listó la homosexualidad entre otros 200 casos estudiados de prácticas sexuales pervertidas en su obra final Psychopathia Sexualis. 
En 1896 Sigmund Freud publicó sus ideas sobre el psicoanálisis. Freud creía que todos los humanos eran bisexuales por nacimiento y que, el que una persona en particular manifestase la homosexualidad o la heterosexualidad, era resultado de factores ambientales que interactuaban con los impulsos sexuales biológicos. Freud expresó serias dudas sobre el potencial de la conversión terapéutica.
En una famosa carta a una madre que le pidió a Freud que tratase a su hijo, escribió:

Preguntándome si puedo ayudar [a su hijo], quiere preguntar, supongo, si puedo eliminar la homosexualidad y hacer que la heterosexualidad pueda tomar su puesto. La respuesta es que generalmente no podemos prometer que lo consigamos. En un cierto número de casos tenemos éxito desarrollando los gérmenes de las tendencias heterosexuales que están presentes en todos los homosexuales, en la mayoría de los casos ya no es posible. Es una cuestión del tipo y de la edad del individuo. El resultado del tratamiento no puede ser predicho. [...] La homosexualidad seguro que no es una ventaja, pero no es nada de lo que haya que estar avergonzado, ningún vicio, ninguna degradación, no puede ser clasificada como una enfermedad.
Sigmund Freud

Freud no consideraba la homosexualidad como una «anomalía» ―como lo hacía la psiquiatría de su época― sino que postulaba que todo individuo podía realizar esta «elección» debido a la universalidad de la bisexualidad psíquica por él postulada.
Hasta mediados del siglo XX, los intentos médicos de «curar» la homosexualidad han incluido tratamientos quirúrgicos como:
- la histerectomía[20]
- la ooforectomía,[21][22]
- la ablación de clítoris,[20]
- la castración,[23][24][22]
- la vasectomía,[25][22]
- la cirugía del nervio pudendo,[26] y
- la lobotomía.[27][22]

También se ha intentado el tratamiento con diversas sustancias, que incluyen:
- el tratamiento hormonal,[28][29]
- el tratamiento de choque farmacológico,[30] y
- el tratamiento con estimulantes y depresivos sexuales.[20]

Otras prácticas incluyen:
- la terapia conductista[31][32]
- el análisis aplicado de conducta[33][34][35][36]
- la terapia de aversión,[37][38][39]
- el intento de reducción de la aversión hacia la heterosexualidad,[38]
- tratamiento por electrochoque,[40][41]
- terapia de grupo,[42][43][44][45]
- hipnosis,[46][47] y
- psicoanálisis.[48][49][5]

Algunos de estos tratamientos —que incluyen el de choque eléctrico y de las drogas inductoras de náuseas— todavía están en uso,
mientras que algunos pseudoterapeutas que abogan por el método de reorientación psicoanalítico, denuncian a todos los demás métodos como «charlatanería».

### Terapia de conversión y nazismo
Parte de la ideología nazi era la consideración de la homosexualidad como una enfermedad, ya que se oponía a la noción de la raza aria que los científicos nazis buscaban perfeccionar. La homosexualidad era considerada como un defecto del carácter y por lo tanto susceptible de ser «curada» a través de algún tipo de terapia. De hecho, los homosexuales alemanes eran considerados como parte de la raza aria y por lo tanto se pensaba que había que conseguir que estos individuos se adaptaran a las convenciones sexuales y sociales. Homosexuales que no cambiasen su comportamiento sexual eran enviados a campos de concentración. En total, fueron enviados unos 10 000 homosexuales, de los que solo sobrevivieron un 40  %. Las lesbianas no fueron perseguidas, ya que se creía que su «conversión» a la moral nazi y los estándares sociales era más fácil.
El médico Carl Vaernet (1893-1965) empleó inyecciones de hormonas, la castración y otras técnicas para tratar de «curar» a los homosexuales en el campo de concentración de Buchenwald. Tras la Guerra, Vaernet fue apresado por las autoridades británicas y entregado al gobierno danés para ser juzgado por crímenes de guerra, pero consiguió escapar y continuó su actividad en Argentina.[cita requerida]

### Afianzamiento (1939-1969)
Durante las tres décadas entre la muerte de Freud (1939) y los disturbios de Stonewall (1969), la terapia de conversión disfrutó de una época de empleo agresivo del tratamiento de homosexuales y la aprobación de la profesión psiquiátrica.
Investigadores conocidos que discutían sobre la conversión terapéutica incluían entre otros a Edmund Bergler, Irving Bieber, Albert Ellis, Abram Kardiner, Sandor Rado y Charles Socarides.
Rado rechazaba la teoría de Freud de la bisexualidad innata, argumentaba que la naturaleza humana es por defecto heterosexual y que la homosexualidad era causada por la psicopatología de los padres.
Socarides y Kardiner desarrollaron teorías similares: Socarides interpretó los deseos homosexuales como una enfermedad originada de un conflicto entre el yo y el ego, que aparece típicamente a edad temprana en un «ambiente dominado por las mujeres, en el que el padre está ausente, es débil o es sádico».
Los terapeutas de conversión también rechazaban el pesimismo de Freud sobre la posibilidad de cambiar la orientación sexual con terapia: Bieber publicó en 1962 un estudio que concluía que «aunque este cambio puede ser conseguido con mayor facilidad por unos que por otros, a nuestro juicio, un cambio hacia la heterosexualidad es una posibilidad para todos los homosexuales que estén fuertemente motivados para el cambio». Se asumió que la homosexualidad era una psicopatología: Ellis encontraba que «los homosexuales fijos en nuestra sociedad son casi indefectiblemente neuróticos o psicóticos... por lo tanto, no se puede encontrar ningún grupo de homosexuales normales en ningún sitio».
Este punto de vista tuvo el respaldo de la American Psychiatric Association (Asociación Psiquiátrica Estadounidense) en 1952 en la primera edición del Diagnostic and Statistical Manual of Mental Disorders (DSM-I; Manual para el diagnóstico y la estadística de desórdenes mentales), que clasificaba la homosexualidad como un desorden mental.
Evelyn Hooker era una voz contraria tras publicar su influyente artículo The Adjustment of the Male Overt Homosexual en 1957,
donde afirmaba que «los homosexuales no eran intrínsecamente anormales y que no había diferencia entre hombres homosexuales y heterosexuales en términos de patología».
Los profesionales que consideran la orientación sexual como resultado de un comportamiento aprendido es posible que adopten técnicas de modificación del comportamiento.
Estas pueden incluir técnicas de reacondicionamiento de la masturbación, visualización y aptitudes sociales.
Los procedimientos más radicales incluyen la terapia de aversión y la terapia de electrochoque.
Casos documentados incluyen choques eléctricos a los genitales del paciente, a veces junto con imágenes desagradables, que incluían montones de heces y lesiones debidas al sarcoma de Kaposi. En otro caso se empleó la pletismografía peneana, que emplea sensores eléctricos unidos a los genitales para medir la excitación sexual, se empleó junto con la terapia de choques eléctricos sobre el pene del paciente cuando se excitaba con imágenes homoeróticas.
En 1966, el psicólogo estadounidense Martin E. P. Seligman informó que la terapia de aversión para cambiar la orientación sexual «funcionaba sorprendentemente bien», y que más del 50 % de los hombres que habían sufrido la terapia habían dejado de seguir sus impulsos homosexuales.
Estos resultados produjeron lo que Seligman ha descrito como «una explosión de entusiasmo sobre el cambio de la homosexualidad [que] barrió la comunidad terapéutica» después de que los resultados fueran publicados en 1966.
Sin embargo, Seligman indica que más tarde se descubrió que los resultados eran defectuosos: la mayoría de los hombres que habían dejado de tener sexo con otros hombres eran de hecho bisexuales. Entre los hombres que eran principalmente homosexuales, la terapia de aversión tenía mucho menos éxito.
Los gobiernos también han empleado estos métodos. En 1952, el gobierno británico sometió a Alan Turing a estas técnicas después de que fuera arrestado por tener sexo con un hombre. En 1970 y 1980, el Ejército sudafricano lo empleó en los años setenta y ochenta a las personas sospechosas de ser homosexuales. Tan recientemente como en 1992, el Phoenix Memorial Hospital empleaba estos métodos en niños de hasta 10 años.
En la India, donde la homosexualidad es ilegal, todavía se emplean estos métodos.
La terapia de aversión ya no está autorizada por la APA como una manera apropiada de tratar la homosexualidad.

### Conductismo
En la década de 1970, el psicólogo de la UCLA, Richard Green, reclutó a Ole Ivar Lovaas para adaptar las técnicas del análisis aplicado de conducta (ABA) para intentar evitar que los niños se convirtieran en transexuales. Considerado el "Proyecto de niño femenino", los tratamientos utilizaron el condicionamiento operante para recompensar los comportamientos conformes con el género y castigar los comportamientos no conformes con el género. Reclutaron a George Rekers como terapeuta conductual para el proyecto. El proyecto publicó varios estudios centrados en un tema y afirmando que el niño había sido "curado" después de 60 sesiones de tratamiento.
Sin embargo, décadas más tarde, a la edad de 38 años, el sujeto se suicidó y la familia culpó al trauma psicológico del programa.
El terapeuta conductista pionero Hans Eysenck estuvo particularmente involucrado en la promoción de la terapia de aversión con drogas inductoras de malestar y descargas eléctricas para homosexuales, lo que llevó a una protesta contra Eysenck encabezada por el activista gay Peter Tatchell en 1972. 
Eysenck escribió que este tipo de terapia tenía éxito en cerca del 50% de los casos. Sin embargo, desde entonces estos números y sus estudios han sido cuestionados.
El activista Peter Tatchell denunció que la forma de terapia conductual de Eysenck indujo la depresión y el suicidio en algunos hombres homosexuales. Tatchell considera que la "terapia" que promovía Eysenck era una forma de tortura.

### Reacción post Stonewall contra la terapia de conversión

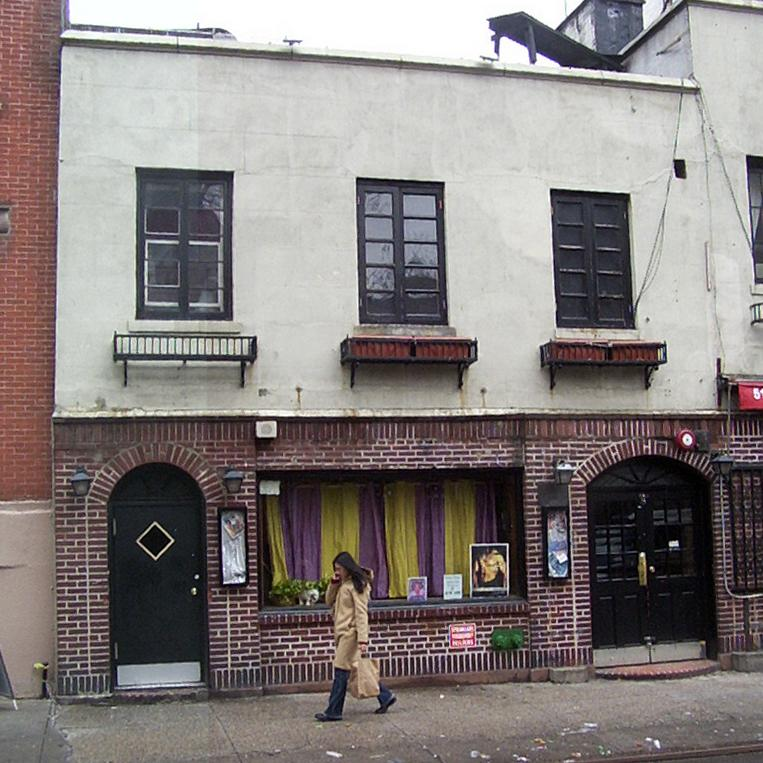
Los disturbios de Stonewall comenzaron el movimiento LGBT moderno internacional.

En 1969, los disturbios de Stonewall dieron inicio al movimiento LGBT moderno en Estados Unidos y aumentaron la visibilidad del colectivo LGBT. En 1973, tras un intenso trabajo de lobby por parte de grupos LGBT, nuevas informaciones científicas de investigadores como Evelyn Hooker y Kinsey, y desacuerdo desde las filas de los psiquiatras, el APA desclasificó la homosexualidad como un desorden mental,
con un voto del 58 % de los miembros apoyando la medida.
En 1974 la American Bar Association (Colegio de abogados de Estados Unidos) aprobó el Model Penal Code (código penal modelo), que incluía la descriminalización de los actos homosexuales entre adultos que consienten y en 1992 la Organización Mundial de la Salud eliminó la homosexualidad de la lista de enfermedades mentales, sustituyéndola con la orientación sexual egodistónica. A finales de la década del 2000, las principales organizaciones de salud mental de Estados Unidos afirman que la terapia de conversión es potencialmente dañina y que hay poca o ninguna evidencia de su efectividad.
Comenzando en 1976, Exodus International comenzó a recomendar a gente hacia sacerdotes que intentaban cambiar su orientación sexual. Los sacerdotes de Exodus consideran desde una perspectiva religiosa que las relaciones homosexuales son un pecado.
Creen que la atracción homosexual no es una elección y que está causada por muchos factores, como padres de mismo sexo ausentes o distantes, exceso de relación con el padre del sexo contrario, abuso sexual, exposición temprana a la pornografía o al lenguaje sexualmente explícito, malas experiencias con actividades específicas para un sexo, aislamiento de compañeros de su propio sexo o insultos recibidos de joven; llaman a sus pacientes «luchadores».
En 2007, Exodus es la organización de exgais más visible de Estados Unidos, que ocasionalmente realiza un anuncio a página completa en un periódico o en carteles en la calle.
California fue el primer estado del país que en 2012 aprobó la prohibición de las “terapias” reparadoras o de conversión en menores de edad. Le siguieron el también estado de Nueva Jersey (varios meses después), Washington D. C. (cuyo Consejo legislativo aprobó la norma por unanimidad en 2014) y los estados de Oregón, Illinois y Vermont. Nuevo México lo hacía en abril de 2017, después de que Susana Martinez, gobernadora republicana, decidiese finalmente sancionar la ley, aprobada por una legislatura de mayoría demócrata. En Nevada, gobernada por el republicano Brian Sandoval, sancionaba el 17 de mayo la ley aprobada por una legislatura de mayoría demócrata. El 10 de mayo, Connecticut rubricaba un texto similar, previamente aprobado por la legislatura de su estado. En julio de 2017 se sumó a la lista Rhode Island.

### Nuevos modelos psicoanalíticos y la etiqueta «reparadora»
La etiqueta «reparadora» tiene su origen en 1983, cuando Elizabeth Moberly, psicóloga de investigación, acuña el término «impulso reparador» para denominar a la homosexualidad masculina, interpretando los deseos de hombres por hombres como un intento de reparación de la conexión entre padre e hijo, inexistente en la infancia.
La autora animaba a la creación de relaciones entre hombres tanto con los mentores como con compañeros y amigos como una manera de contener la atracción homosexual.
A veces se emplea incorrectamente «terapia reparadora» como sinónimo de «terapia de reorientación sexual», a pesar de que la terapia reparadora es solo un tipo de terapia de reorientación.
En 2015, John Smid una de los principales figuras de Love In Action, organización dedicada a las terapias de reorientación sexual que se dedicaba a “erradicar la homosexualidad del mundo”, pues la consideraba una enfermedad anunció que contraía matrimonio con un hombre.
En un libro de 1991, Joseph Nicolosi argumentaba:

«Cada uno de nosotros, tanto hombres como mujeres, está impulsado por el poder del amor romántico.
Estos enamoramientos consiguen su poder gracias al impulso inconsciente de convertirse en un ser humano completo. En heterosexuales, es el impulso de reunir la polaridad macho-hembra a través del anhelo por lo distinto de mí. Pero en homosexuales, es el intento de conseguir una completitud deficiente del sexo propio inicial».

Este libro ha sido criticado como «un tratado religioso sobre la homosexualidad, levemente disfrazado de documento científico. En el nuevo paradigma religioso cum científico, la salud mental se define como conformidad a los valores y normas tradicionales».
La base psicoanalítica de las teorías de Moberly, Nicolosi y Socarides han ayudado al psicoanálisis a ganar «su presente estatus mítico de implacable enemigo de las identidades gais y lesbianas».
Este estatus continúa incluso a pesar de que muchos psicoanalistas han repudiado el prejuicio antigay dentro del campo y tanto la American Psychoanalytic Association (Asociación Psicoanalítica Estadounidense, conocida por el acrónimo APsaA) y la American Academy of Psychoanalysis (Academia Estadounidense de Psicoanálisis) han emitido comunicados antidiscriminatorios.
La APsaA ha criticado específicamente a NARTH, afirmando «que esa organización no se adhiere a nuestra política de no discriminación y [...] sus actividades son humillantes para nuestros miembros gais y lesbianas».
A 2007, la mayoría de los profesionales de la salud consideran que la terapia de reorientación está desacreditada, pero algunos profesionales todavía trabajan con ella.
En 1992, Nicolosi, Socarides y Benjamin Kaufman fundaron la NARTH (National Association for Research & Treatment of Homosexuality: Asociación Nacional para la Investigación y Tratamiento de la Homosexualidad), una organización de salud mental marginal que es la partidaria más ruidosa de la terapia de conversión. Los terapeutas de reorientación se suelen presentar a sí mismos como aquellos que ofrecen la posibilidad de elegir a los homosexuales que no están satisfechos con su orientación sexual. A menudo enfatizan el hecho de minimizar o no actuar llevado por los impulsos homosexuales, más que eliminarlos definitivamente. Algunos movimientos religiosos conservadores apoyan el movimiento, tanto su ideología como sus finanzas. John Paulk, anteriormente perteneciente a Focus on the Family, ha dicho «tal como hace la Iglesia, debemos continuar a denunciar valientemente la agenda homosexual radical, mientras asistimos a aquellos que se encuentran atrapados en ese estilo de vida [...] es un acto de compasión advertir sobre los peligros de la homosexualidad para evitar a los individuos la pena y el dolor de ese comportamiento. Al mismo tiempo, siempre debemos recordar que muchos se vuelven hacia la homosexualidad precisamente porque han experimentado el rechazo de las personas más próximas a ellas. La iglesia no debe agravar ese rechazo, sino que debe ser un oasis de gracia, curación y esperanza».

## Teorías y técnicas contemporáneas

### Teorías psicoanalíticas
Nicolosi es el principal representante de la teoría de que los deseos homosexuales son una manera de desarrollo psicosexual insuficiente, que es debido a «un vínculo incompleto y la identificación resultante con el progenitor del mismo sexo, que es luego reparado simbólicamente en la psicoterapia».
Sus planes de intervención correspondientes, basados en el psicoanálisis, incluyen el condicionamiento del hombre a los roles masculinos. El hombre deberá:

1) participar en actividades deportivas;
2) evitar actividades consideradas de interés por los homosexuales, como museos de arte, ópera, sinfonías;
3) evitar mujeres, si no es para contactos románticos;
4) aumentar el tiempo que pasa con hombres heterosexuales para aprender a imitar las maneras masculinas de andar, hablar e interactuar con otros hombres heterosexuales;
5) ir a misa y unirse a un grupo de hombres que van a la iglesia;
6) participar en un grupo de terapia reparativa para discutir el progreso, o si vuelve a caer en la homosexualidad;
7) volverse más enérgico con las mujeres a través de coqueteos y salir con ellas;
8) comenzar a salir con parejas heterosexuales;
9) tener relaciones sexuales heterosexuales;
10) contraer matrimonio heterosexual y
11) tener hijos propios.

Nicolosi ha afirmado que, en cualquier caso, si un padre y su hijo tienen una relación normal, el hijo no será gay.
Estos enfoques psicoanalíticos homofóbicos han sido repudiados por la mayoría de los psicoanalistas y las teorías sobre las que se basan están refutadas por análisis que son más positivos hacia los homosexuales.

### Terapia de afirmación del género
A. Dean Byrd, vicepresidente de NARTH, describe la técnica llamada «terapia de afirmación de género» de la siguiente manera:

La premisa básica de la terapia de afirmación de género es que variables sociales y emocionales afectan a la identidad de género que, a su vez, determinan la orientación sexual. El trabajo del terapeuta es ayudar a las personas a comprender el desarrollo del género. A continuación esos individuos, a su vez, son capaces de realizar elecciones de acuerdo con su sistema de valores. La terapia se centra en ayudar al cliente a desarrollar plenamente su identidad masculina o femenina.
A. Dean Byrd

 Estas terapias no funcionan bajo la asunción de que la homosexualidad es una enfermedad mental y por lo tanto no están consideradas terapias de reorientación.

#### Terapia de identidad sexual
Fue desarrollada por Warren Throckmorton y Mark Yarhouse y respaldada por Robert L. Spitzer.
Su propósito es ayudar a los pacientes a compaginar su identidad sexual con sus creencias y valores. La terapia tiene varias fases: valoración, consentimiento informado avanzado o expandido, psicoterapia e integración social de una identidad sexual valorada.

#### Terapia de completitud de género
Fue desarrollada por Dave Matheson.

El énfasis en la terapia del Sr. Matheson está en ayudar a hombres —todos sus clientes son masculinos— a desarrollar una “completitud de género” enfocando los asuntos emocionales y construyendo una conexión saludable con otros hombres. Dice que cree que ayuda a reducir los deseos homosexuales.

#### Terapia de contexto específico
Fue desarrollada por Jeff Robinson. No está basada en ninguna otra teoría sobre la homosexualidad, pero emplea diversos planteamientos teóricos según las necesidades del cliente
No busca cambiar la orientación del cliente, sino que se enfoca en la disminución de los pensamientos y comportamientos homosexuales. Funciona dentro de la visión que el cliente tiene de Dios, indicando que «los individuos que tienen éxito superando problemas homosexuales están motivados por fuertes valores religiosos».[cita requerida]

### Otros métodos
Algunos métodos terapéuticos están completamente fuera del ámbito de las asociaciones profesionales de la salud y por lo tanto no tienen porque obedecer a las guías de ética profesional.
Algunas de esas fuentes incluyen instructores, organizaciones religiosas y grupos de exgais.
Uno de los más conocidos es Richard Cohen, cuyas apariciones en la televisión han causado controversia. Su sistema es abrazar a pacientes masculinos en su regazo, con los pacientes en posición fetal, y también aboga por los métodos bioenergéticos, que incluyen golpear una almohada con una raqueta de tenis mientras se grita: «¡Mamá! ¿Por qué me has hecho esto?».
Varias organizaciones han realizado retiros organizados con el objetivo de disminuir los deseos homosexuales. [cita requerida]Estos retiros tienden a emplear una variedad de técnicas. Journey into Manhood (‘viaje a la hombría’), organizado por People Can Change emplea «una amplia serie de grandes grupos, pequeños grupos y ejercicios individuales, desde journaling, visualización (o imaginación guiada), compartir con el grupo, hasta trabajo intensivo de liberación emocional».
Los fines de semana organizados por Adventure in Manhood (Aventura en Hombría) emplean «la creación de lazos afectivos saludables con hombres, a través de actividades masculinas, trabajo en equipo y socialización».
Aunque no es específico para hombres gais, varios homosexuales han participado en la New warrior training adventure (‘aventura para entrenar al nuevo guerrero’), que es un fin de semana organizado por Mankind Project, que consiste en un «proceso de iniciación y autorreconocimiento que está diseñado para canalizar el desarrollo de un yo saludable, maduro y masculino».

#### Organizaciones religiosas
Algunos gais se han dirigido al cuidado de sacerdotes. Algunas iglesias publican instrucciones específicas para el clero sobre cómo tratar pastoralmente a personas con tendencias homosexuales. Estas publicaciones incluyen Carta sobre la atención pastoral a las personas homosexuales, editado por la Iglesia católica en 1986 y Dios ama a sus hijos, de los mormones. En 1994, una iglesia presbiteriana realizó una conferencia titulada The path to freedom: exploring healing for the homosexual (‘el camino a la libertad: la exploración de la curación de los homosexuales’).
En 2006, los obispos de Estados Unidos emitieron una nota con Directrices para la atención pastoral de personas homosexuales basada en la carta de la Santa Sede.
Este documento se pregunta si existe una terapia, y concluye que, aunque no hay consenso al respecto, algunos lo han encontrado útil. Según el Catecismo de la Iglesia Católica, los homosexuales «están llamados a la castidad. Mediante virtudes de dominio de sí mismo que eduquen la libertad interior, y a veces mediante el apoyo de una amistad desinteresada, de la oración y la gracia sacramental, pueden y deben acercarse gradual y resueltamente a la perfección cristiana».
El arzobispado de St. Paul y Minneapolis creó en 2009 un sistema similar a los ministerios exgay llamado «Courage» para convertir a homosexuales.
Se ha llegado a celebrar exorcismos para «curar» a homosexuales, como fue el caso de la Iglesia Manifested Glory Ministries, en Connecticut (Estados Unidos), caso tuvo alguna notoriedad, ya que el vídeo del exorcismo de un joven de 16 años pudo verse en YouTube.
En Inglaterra, el reverendo John Ogbe-Ogbeide, del centro Pentecostal en Harrow, al noroeste de Londres, afirma haber realizado un exorcismo con éxito.

#### Organizaciones de exgais
Algunas organizaciones de exgais se han especializado en una religión específica, mientras que otras tratan de incluir una espiritualidad más general.
A pesar de que la mayoría de las organizaciones de exgais comenzaron en ambientes evangélicos de Estados Unidos, a 2008 existen organizaciones de exgais para católicos, mormones, judíos y musulmanes, que se extienden a otras partes del mundo. «Esta modalidad parece ser una de las más comunes para individuos que cambian su orientación sexual».
Los grupos exgais están liderados por asesores o consejeros voluntarios, de manera opuesta a la terapia de reorientación, que es realizada por médicos licenciados.
El movimiento favorable a la terapia de conversión es distinto del movimiento exgay, pero ambos están estrechamente relacionados y no existe una diferenciación consistente en la literatura. De manera aproximada, los terapeutas de conversión pueden usar enfoques seculares o religiosos para intentar cambiar la orientación sexual, mientras que las organizaciones de exgais tienden a enfocar el tratamiento desde un punto de vista religioso o espiritual para eliminar, o a veces disminuir, los deseos homosexuales.
Organizaciones exgais como Exodus International a menudo consideran la terapia de reorientación como una herramienta útil, pero no necesaria. y enseña que la «terapia probablemente no será una cura en el sentido de borrar los sentimientos homosexuales». Exodus recomendaba que los individuos que se sienten atraídos por alguien del mismo sexo deberían «buscar inmediatamente alguien del sexo opuesto [...] y comenzar a buscar la belleza en esa persona»; un individuo debe separar el deseo sexual del deseo de cariño o afirmación; y un individuo debería arrepentirse y confesar sus pecados. Exodus International se autodisolvió el 19 de junio de 2013 tras una votación por unanimidad de los miembros de su junta directiva, mediante un comunicado anunció el fin de sus actividades y pidió perdón por el daño que había ocasionado a lo largo de 37 años a las personas LGBT. Su presidente Alan Chambers ofreció una disculpa pública hacia la comunidad LGBT diciendo Por mucho tiempo, hemos sido aprisionados en una visión del mundo que no es la de amar a nuestros semejantes".
Para algunos grupos de exgais, simplemente elegir no actuar según los deseos homosexuales cuenta como un «éxito», mientras que los terapeutas de reorientación tienden a entender el éxito en el sentido de reducir o eliminar esos deseos, a pesar de que algunos también usan el baremo de no actuar según los propios deseos. Por ejemplo, algunos exgais en matrimonios heterosexuales reconocen que su atracción sexual es principalmente homosexual, pero intentan hacer funcionar sus matrimonios de todas formas.
El mero hecho de adoptar la etiqueta «exgay» se considera una herramienta por la que «el individuo emplea el lenguaje como la herramienta primaria, no solo para expresar una identidad, sino también para crear y transformarla».
Personas favorables a los grupos exgais a veces lo comparan con el proceso de salir del armario.
Existen varias técnicas empleadas por grupos de exgais. Por ejemplo, Love in Action emplea talleres sobre «el desarrollo infantil, roles de género y sexualidad personal», consejo bíblico personalizado, «un ambiente estructurado que le ayude a establecer nuevas rutinas y pautas de comportamiento saludables», «tareas escritas exigentes y proyectos interactivos», «envolvimiento familiar para mejorar la comunicación [...] y para facilitar la reconciliación marital» y «excursiones, acampadas y rafting».
Algunos grupos de presión política y social de la derecha cristiana como Focus on the Family, Family Research Council y American Family Association informan activamente a sus representantes políticos sobre las historias de éxito tanto de las terapias de reorientación como de los grupos de exgais.

## Consensos científicos y políticos
El desarrollo de modelos teóricos sobre la orientación sexual en otros países con profesionales de la salud mental a menudo siguen los pasos de la evolución dentro de los Estados Unidos (aunque a una velocidad reducida), cambiando desde una concepción patológica de la homosexualidad a una no patológica.
Algunos países (por ejemplo, China) nunca han practicado ampliamente la terapia de reorientación, independientemente del modelo teórico, mientras que en otros países la práctica ha ido disminuyendo según cambiaba la mentalidad.

### Organización Mundial de la Salud
El ICD-10 de la Organización Mundial de la Salud, que junto al DSM-IV es ampliamente empleado en el mundo, afirma que «la orientación sexual por sí misma no se puede considerar un desorden».
En su lugar lista la orientación sexual egodistónica, que define como «la identidad o la preferencia sexual (heterosexual, homosexual, bisexual o prepubertal) no está en duda, pero el individuo desea que fuera diferente, por estar asociada a desórdenes de comportamiento, y puede que busque tratamiento para cambiarlo». lo cual puede llevar al suicidio «OPS/OMS advierte que "terapias" de cambio de orientación sexual no tienen justificación médica y amenazan bienestar de personas» La APA eliminó la homosexualidad egodistónica del DSM-IV en 1987 y se opone al diagnóstico tanto de la homosexualidad como de la homosexualidad egodistónica como un tipo de desorden.

### Asociación Mundial de Psiquiatría
La Asociación Mundial de Psiquiatría, «organización paraguas que agrupa a 138 sociedades de Psiquiatría de 118 países y que representa a más de 200.000 psiquiatras», se posicionó claramente en 2016 afirmando que la homosexualidad no es patológica y que las «terapias reparativas» no sólo son ineficaces, sino que incluso son perjudiciales:

La Asociación Mundial de Psiquiatría reconoce la universalidad de la expresión homosexual en las diferentes culturas. Mantiene la postura de que la orientación homosexual en sí misma no implica disfunción psicológica objetiva o deterioro del juicio, la estabilidad o la capacidad profesional. [...] reconoce la falta de eficacia científica de los tratamientos que intentar modificar la orientación sexual y subraya el daño y los efectos adversos de tales «terapias». [...] apoya la necesidad de despenalizar la orientación y la conducta homosexuales, así como la transexualidad, y de incluir los derechos LGTB entre los derechos humanos, civiles y políticos.

### Estados Unidos
El consenso médico y científico afirma que la terapia de reorientación sexual es potencialmente dañina y que no existen evidencias de que sea efectiva.
Ninguna de las principales organizaciones médicas aprueba la terapia de reorientación y muchas han expresado su preocupación sobre la ética y las motivaciones que rodean a esta práctica.
Una encuesta de la APA (American Psychological Association: Asociación Psicológica Estadounidense) estimaba que la terapia de reorientación estaba «desacreditada con seguridad», junto con temas como la «curación por cristales» y la «terapia con delfines».
Las recomendaciones éticas del sistema de salud mental desaconseja, y a veces prohíbe, su práctica.
El APA se opone a cualquier tratamiento «basado en la suposición de que la homosexualidad es por sí misma un desorden mental o basado en la asunción a priori de que el paciente debe cambiar su orientación sexual homosexual».
Jack Drescher, antiguo presidente del comité sobre asuntos LGBT de la APA, afirmó que: «No existe un debate en la profesión sobre el asunto [...] Es como el creacionismo: creas la impresión en el público de que existe un debate en la profesión, que no existe».
En Estados Unidos no se conocen casos de denuncias por mala práctica médica en tratamientos de terapia de reorientación. Una revista sobre derecho sugiere que esto es porque existe una «una reluctancia histórica de los consumidores de servicios de salud mental a denunciar a sus médicos» y por «la dificultad asociada al establecimiento de [...] causa y daño [...] dada la naturaleza intangible de los asuntos psicológicos». El mismo artículo sugiere que una denuncia por causar angustia emocional a propósito (intentional infliction of emotional distress) podría tener éxito en el caso de terapeutas que emplean la terapia de reorientación, específicamente en aquellos casos en los que la angustia no surge de la orientación sexual.
En uno de los pocos casos relacionados con la terapia de reorientación publicados en Estados Unidos, el Noveno Circuito de la Corte de Apelación de los Estados Unidos trató el tema en el contexto de una petición de asilo. Una ciudadana rusa «había sido detenida por milicias rusas, ingresada en una clínica como "presunta lesbiana" y forzada a un tratamiento para el lesbianismo, tal como "drogas tranquilizantes" e hipnosis [...] El Noveno Circuito mantuvo que el tratamiento de conversión al que había estado sometida Pitcherskaia constituye tortura física y mental. La corte rechazó el [...] argumento de que el tratamiento al que había estado sujeta Pitcherskaia no constituía persecución, porque había tenido la intención de ayudarle y no de dañarla [...] La corte afirmó que "las leyes de los derechos humanos no pueden ser esquivadas describiendo acciones que son torturas mentales y físicas con palabras como 'cura' o 'tratamiento' de las víctimas"».
El 1 de octubre de 2012 en California se prohibió el empleo de tratamientos destinados a cambiar la orientación sexual de los menores de edad.
El promotor de la medida el senador demócrata Ted Lieu argumentó que la ley tiene como fin «parar el abuso psicológico al que son sometidos los niños», y el gobernador del estado, Jerry Brown, comentó al respecto que: «Esta ley prohíbe terapias no científicas que han conducido a jóvenes a la depresión y el suicidio.»
Con esta iniciativa legislativa California se convirtió en el primer estado de Estados Unidos en prohibir esta clase de terapias.
En 2015 los estados de Illinois, California, Nueva Jersey y Oregón prohíben dichas "terapias".
Entre las principales organizaciones sanitarias críticas con la terapia de reorientación sexual se encuentran:
- la American Medical Association,[122]
- la American Psychiatric Association
- la American Psychological Association
- la American Counseling Association
- la National Association of Social Workers
- la American Academy of Pediatrics
- la American Association of School Administrators
- la American Federation of Teachers
- la National Association of School Psychologists
- la American Academy of Physician Assistants y
- la National Education Association.[9][123][124]

Entre las principales organizaciones de derechos LGBT y organizaciones religiosas, que oponen a los tratamientos están:
- la National Gay and Lesbian Task Force,[15]
- The Interfaith Alliance,
- New Ways Ministries y
- People for the American Way.[125]

#### Última resolución de la APA, en la que se condena la terapia de reorientación sexual
El 5 de agosto de 2009, la American Psychological Association declaró en una resolución (con 125 votos a favor y 4 en contra), que los profesionales de la salud mental no deben decirle bajo ninguna razón a sus clientes homosexuales que pueden convertirse en heterosexuales a través de terapia u otros tratamientos. Esta resolución se adoptó luego de un amplio informe sobre la base de dos años de investigación, en la que participaron sus 150 000 miembros, y además en el análisis de 83 estudios sobre el cambio de orientación sexual desde 1960. Para la Asociación Estadounidense de Psicología, no existen pruebas sólidas de que tal cambio en la orientación sexual es probable, y además que los esfuerzos para producir dicho cambio tiene grandes probabilidades de ser perjudiciales e inducir a la depresión y tendencias suicidas.

#### Posibles daños psicológicos indicados por la Asociación Estadounidense de Psicología
La American Psychiatric Association ha indicado que «informes anecdóticos sobre “curas” son contrarrestados por afirmaciones anecdóticas de daño psicológico». También afirma que no existen resultados de estudios científicos que determinen el daño de los tratamientos de conversión.
Sin embargo, acaban afirmando que el «riesgo potencial de la “terapia reparativa” es grande, incluyendo depresión, ansiedad y comportamiento autodestructivo, ya que el posicionamiento del terapeuta en los prejuicios sociales contra la homosexualidad pueden reforzar el odio a sí mismo que tenga el paciente».
En el estudio de Nicolosi, el 7,1 % de los pacientes afirmaba que habían empeorado tras la terapia. Concluyó que «clientes que habían decidido afirmar su identidad gay, podían sentirse avergonzados y emocionalmente dañados si los terapeutas les intentan imponer la terapia de conversión».
Los principales cuerpos médicos afirman que las terapias de reorientación pueden ser dañinas, porque pueden explotar sentimientos de culpabilidad y ansiedad, dañando la autoestima y llevando al paciente a la depresión, e incluso al suicidio.
Los participantes tienen un riesgo mayor de sentimientos de culpa, depresión, ansiedad, confusión, autoinculpación, gestos suicidas, sexo anal sin condón con personas de salud desconocida y abuso de sustancias adictivas.
Michael Bussee, fundador de Exodus International, informa que «un hombre se cortó los genitales con una cuchilla y echó Drano en las heridas» y que otro decidió impulsivamente realizar una operación de cambio de sexo incompleto, creyendo que Dios aprobaría sus impulsos sexuales si hubiese sido biológicamente una mujer.
Psychology Today afirma:

«El peligro es que algunos individuos acabarán sintiendo que su vida es una mentira y un fraude en algún punto fundamental», observa el médico Christopher Wallis, miembro del Comité sobre Asuntos de la Homosexualidad en la American Psychoanalytic Association. Las consecuencias pueden ser devastadoras.
Terry Norman [un terapeuta profesional] dice que la «represión orientacional» a veces resulta en abuso de drogas y alcohol, adicción al trabajo y sexo compulsivo. También existen informes de suicidios o intentos de suicidio tras fracasar una reorientación. «Tras oír las afirmaciones categóricas de que estos programas funcionan, ¿cuál es la conclusión de la gente cuando hacen esas cosas y no funcionan? —pregunta Norman—. Que Dios no los ha bendecido, que realmente son basura que poluciona la Tierra».

Aparte de los daños causados a individuos, existe una preocupación en la comunidad de la salud mental de que el avance de la terapia de reorientación por sí mismo esté causando daño social al diseminar puntos de vista inexactos sobre la orientación sexual y sobre la habilidad de la comunidad LGB de llevar una vida feliz y saludable.
La APA alerta de que la terapia de reorientación y los movimientos exgay «crean un ambiente en el que puede florecer el prejuicio y la discriminación».
Un comentarista lo resume con la frase: «Intentar “curar” es fomentar la intolerancia».
La APA fomenta y apoya la investigación para determinar los riesgos frente a los beneficios.

#### Daños documentados por Peterson Toscano
Peterson Toscano recogió bastante información con base en más de mil entrevistas en Estados Unidos y Europa con gente que fue sometida a terapias de reorientación sexual, y documenta nueve tipos de daños que acontecieron en la gran mayoría de los entrevistados:
- El daño emocional: el cual se evidencia en sensaciones de vergüenza, miedo, tensión, decepción, agotamiento y rechazo, especialmente significativo si este procede del entorno familiar, la iglesia y/o amistades.
- El daño psicológico: el cual se manifiesta en distintas formas de depresión, tendencias suicidas, tensión traumática e incluso en ciertos casos en episodios psicóticos.
- El daño espiritual: el cual se refleja en desaliento crónico, miedo a Dios, desarraigo de las comunidades religiosas a las que se pertenece, pérdida de la fe, desconfianza de los líderes espirituales, y crisis espiritual, que procede de la crisis de identidad provocado por el mensaje constante de que no es posible ser una persona con creencias religiosas y gay al mismo tiempo.
- El daño en las relaciones personales: con la pérdida de relaciones vitales o el daño a las relaciones con Padres, Parejas y Amistades.
- El daño económico: Se pueden gastar de cientos a miles de euros en el tratamiento reparativo para la homosexualidad, en seminarios, conferencias, en los libros, las cintas, etc. Algunos padres se negaron a pagar la universidad o los costes mínimos para vivir de sus hijos si no atendían a las terapias o programas reparativos para la homosexualidad.
- El daño profesional o laboral: Algunas personas dejan o cambian su carrera o trabajo por considerarlo inseguro en la lucha contra su homosexualidad. Otras interrumpen sus estudios o trabajos para desarrollar las terapias reparativas.
- El daño físico: Como resultado a las terapias, se acusa en problemas físicos tales como: problemas cutáneos, dolores de espalda, úlceras, etc. (trastornos psicosomáticos).
- El daño sexual: Reciben una educación equivocada sobre la sexualidad
- El daño sobre el desarrollo: No se puede crecer personalmente como individuo, ya que se usa mucha energía para cambiar aquello que supuestamente está mal.

#### Guías éticas
Las guías de comportamiento ético de la American Psychiatric Association y la American Counseling Association recomiendan a los profesionales evitar tanto el empleo de la terapia de reorientación, como enviar a los clientes a personas que la practiquen.
La American Psychological Association se opone a la realización de la terapia de conversión, pero su guía de comportamiento ético no la prohíbe explícitamente; más bien advierten que cualquier psicólogo que intente cambiar la orientación sexual debe, entre otras cosas, eliminar los efectos de los prejuicios sobre la orientación sexual en la propia consulta y también evitar hacer afirmaciones engañosas sobre la base científica de la terapia de reorientación.
El presidente de la APA dijo: «La APA no tiene conflictos con los psicólogos que ayudan a los que están angustiados por una orientación sexual indeseada».
NARTH, una organización dedicada a la terapia de reorientación sexual, «recomienda a sus miembros que den cuidado psicológico de manera profesional y ética, consistente con los códigos de conducta ética de las organizaciones nacionales de salud mental y los colegios médicos estatales».
Algunos comentaristas, que se oponen tajantemente a la práctica, consideran la terapia de reorientación inconsistente con los deberes éticos de un psicólogo, porque «es más ético dejar que un cliente luche honestamente contra su identidad que colaborar, aunque sea de manera periférica, con una práctica que es discriminatoria, opresiva y finalmente inefectiva en sus propios fines declarados».
Afirman que clientes que piden la reorientación por presión social y homofobia interiorizada, señalando la evidencia de que los índices de depresión, ansiedad, abuso de drogas y alcohol y sentimientos suicidas son aproximadamente el doble en aquellos que se someten a la terapia de reorientación.
En cuanto a los programas de exgais, «al contrario que muchas organizaciones e individuos que ofrecen terapia y servicios de tratamiento mental, la mayoría de los programas de exgais se promocionan como ministerios religiosos y por lo tanto no están gobernados o supervisados por asociaciones profesionales, colegios médicos, departamentos de salud de los estados federados u otras burocracias».

##### El argumento de la libre elección
Los terapeutas que realizan terapias de reorientación recurren al concepto de «libre elección» de los pacientes cuando se discute sobre si la terapia de reorientación debería estar disponible. Mark Yarhouse, de la Regent University de Pat Robertson, escribió: «Los psicólogos tienen la responsabilidad ética de permitir que los individuos que quieren un tratamiento encaminado a poner freno a experiencias de atracción hacia el mismo sexo o modificar comportamientos homosexuales, no solo porque confirma los derechos del cliente a la dignidad, autonomía y entidad propia, como persona que es capaz de elegir libremente entre modalidades de tratamiento y comportamiento, pero también porque demuestra un respeto por la diversidad».
Yarhouse y Throckmorton, de la escuela privada cristiana Grove City College, afirman que el procedimiento debería estar disponible por respeto al sistema de valores del paciente y porque encuentran evidencias de que puede ser efectivo.
Douglas Haldeman, que considera la terapia de reorientación como pseudocientífica,
argumenta de manera análoga por el derecho del cliente al acceso a la terapia de conversión si lo requiere estando perfectamente informado: «Debemos respetar la elección de todos aquellos que eligen vivir una vida de acuerdo con su propia identidad; y si existen aquellos que buscan resolver el conflicto entre su orientación sexual y su espiritualidad con la terapia de reorientación, no deben ser disuadidos».
El código de conducta de la American Psychological Association dice: «Los psicólogos respetan la dignidad y valor de todas las personas y los derechos individuales a la privacidad, confidencialidad y libre albedrío», pero también «los psicólogos son conscientes de que precauciones especiales pueden ser necesarias para proteger los derechos y el bienestar de personas o comunidades cuya vulnerabilidad impide la realización de decisiones autónomas».
Gerald Koocher, presidente de la APA, afirma «En una relación terapéutica completa y multifacética, el terapeuta tiene toda la obligación de responder a la elección del paciente y de ayudar a los pacientes a alcanzar sus objetivos [...] PERO [... primero,] el terapeuta debe determinar si el paciente ha entendido que sus motivos pueden estar generados exclusivamente de la presión social de un ambiente homofóbico [... y segundo,] los pacientes deben comprender que [tratamientos que modifican la orientación sexual] no tienen una base científica validada y pueden ser psicológicamente dañinas».
Jack Drescher, respondiendo al artículo de Yarhouse, argumenta que «cualquier obligación ética putativa de enviar al paciente a terapia de reorientación pesa menos que la obligación ética superior de mantener a los pacientes alejados de profesionales de la salud mental que realizan prácticas clínicas cuestionables».
Chuck Bright escribió que negarse a apoyar un procedimiento que «ha sido considerada poco ético y potencialmente dañino por la mayoría de los cuerpos reguladores médicos y la práctica totalidad de los cuerpos reguladores de la psicoterapia profesional, no puede ser considerado en justicia una prohibición de la libre elección del cliente».

#### Razones por las que se busca el cambio de orientación sexual
Algunas personas son infelices con su orientación sexual por una serie de razones, incluyendo creencias religiosas o personales, el deseo de una familia tradicional, vergüenza, rechazo (real o temido) o una insatisfacción general con el «estilo de vida gay» contemporáneo.
Psychology Today afirma: «¿Y quién intenta cambiar? No la mujer o el hombre gay medios. Los que quieren convertirse, típicamente provienen de ambientes autoritarios en los que la homosexualidad está marcada como inmoral o un pecado, mientras que otros están casados y no pueden reconciliar su compromiso familiar con sus deseos eróticos».
La American Psychological Association afirma que el hostigamiento y el abuso, así como la presión familiar, de compañeros y grupos religiosos con prejuicios hacia los homosexuales, pueden causar altos niveles de estrés emocional para lesbianas, gays y bisexuales. Esta presión puede llevar a las personas a sentirse obligadas a intentar el cambio de orientación sexual.
Otros investigadores han encontrado que la presión social tiene un papel fundamental en el deseo de cambiar su orientación sexual.

#### Maleabilidad de la orientación sexual
El Surgeon General of the United States (cirujano general de los Estados Unidos), David Satcher, editó en 2001 un informe instando a la tolerancia con los gais y lesbianas, afirmando que «no existe evidencia científica válida de que la orientación sexual puede ser cambiada». Las principales organizaciones de la salud afirman que «la orientación sexual se desarrolla a lo largo del desarrollo personal: diferentes personas se dan cuenta en diferentes puntos de su vida de que son heterosexuales, gay, lesbianas o bisexuales».
La American Psychological Association afirma que la homosexualidad «no es variable».
En 1985, Fritz Klein presentó su teoría que afirmaba que la orientación sexual es un «proceso multivariable y dinámico». Multivariable en el sentido de que está compuesto por varios elementos (tanto sexuales como no sexuales), y dinámico en el sentido de que puede cambiar con el tiempo.
Un informe del Centre for Addiction and Mental Health afirma que «para algunas personas, la orientación sexual es continua y fija a lo largo se sus vidas. Para otros, la orientación sexual puede ser fluida y cambiar a lo largo de la vida».
Los terapeutas que realizan reorientación no creen que la orientación pueda ser cambiada instantánea y completamente. Nicolosi admite que los clientes que han tenido éxito pueden seguir teniendo deseos por personas de su mismo sexo, pero añade que «el deseo sexual está muy disminuido». Mientras que en 2007 varios expacientes denunciaron las técnicas de Nicolosi admitiendo que no habían cambiado su orientación y denunciando abusos por parte de Nicolisi en sus centros, lo que llevó a una demanda colectiva en California.
Algunos de los pertenecientes a las comunidades exgay creen que la orientación sexual no puede ser modificada,
pero otros del mismo campo están en desacuerdo.
El director de la oficina de asuntos LGBT del APA ha dicho: «No creo que alguien esté en desacuerdo con la idea de que la gente puede cambiar, porque sabemos que personas heterosexuales se han hecho gais y lesbianas [...] la cuestión es si la terapia cambia la orientación sexual, que es lo que afirman muchas de esas personas».

#### Evidencias citadas por terapeutas que realizan terapia de reorientación
Los terapeutas que realizan terapia de reorientación señalan con encuestas recientes consistentes esos datos.
En una encuesta a 882 personas que estaban siendo sometidos a la terapia, que participaban en grupos y conferencias de exgais, un 22 % afirmaron que no habían sufrido ningún cambio, 42,7 % decían haber sufrido algunos cambios y un 34,3 % afirmaban haber sufrido grandes cambios en su orientación sexual. En grupo, todos afirmaron haber tenido importantes reducciones en pensamientos y fantasías homosexuales y mejoras en su bienestar psicológico, interpersonal y espiritual.
También señalan estudios no revisados por pares que muestran supuestas evidencias de cambios, producidos tanto por NARTH como por otros terapeutas profesionales.
Por ejemplo, muchos grupos señalan Ex-gays?: A Longitudinal Study of Religiously Mediated Change in Sexual Orientation, un libro publicado por los estudiosos Stanton Jones y Mark Yarhouse.
El estudio mostraba que de una muestra de 98 personas que buscaban cambiar su orientación sexual, el 15 % afirmaban haber cambiado su orientación en un periodo de tres años.
También destacaban a varias personas que o bien habían cambiado su orientación, o bien habían disminuido la atracción homosexual, incluyendo a:
- Alan Chambers, expresidente de Exodus International, que se identificó como homosexual en su juventud, tras varios años de terapia dijo haber superado prácticamente sus sentimientos homosexuales y que se identificaba como heterosexual.[85] Afirmaba que estar felizmente casado, con mujer y dos hijos. En junio de 2013, Chambers, como presidente de la organización, cerró Exodus International en 2013, disculpándose ante la comunidad LGBT.[150] pidió perdón a todos los homosexuales quienes fueron víctimas de dicha organización. Reconoció al mismo tiempo que se siente arrepentido por haber provocado enormes sufrimientos a tanta gente y haber conducido a varios al suicidio.[151] finalmente Chambers encabezaría en 2016 una marcha del orgullo.[152]

Poco después, el vicepresidente de Exodus International, Randy Thomas, también pidió disculpas.
- Andrew Comiskey afirma que dejó la homosexualidad después de dedicar su vida a Cristo. Se unió a un grupo eclesiástico de antiguos homosexuales y gracias a los consejos del pastor, comenzó el grupo Desert Stream Ministries. Ahora está casado y tiene cuatro hijos.[154]
- Mike Haley estuvo viviendo como gay durante 12 años y fue arrestado una vez por prostitución masculina. Abandonó la homosexualidad cuando tenía 28 años.[155] Tras lo que llama una lucha larga y penosa, cambió hacia la heterosexualidad. A 2007 está casado con tres hijos.[156]
- Randy Thomas afirma haber tenido relaciones homosexuales desde la pubertad, pero dejó de tenerlas cuando encontró el cristianismo a los veintitantos.[157] Ahora dice «estoy desde hace 15 años al otro lado de identificarme como gay. He tenido un cambio de orientación sexual y no soy gay».[158]
- Melissa Fryrear vivió como lesbiana diez años antes de su conversión cristiana y los subsiguientes años de terapia, que dice que hicieron su vida «más llena y feliz».[159] Afirma «He cambiado. Ahora soy una mujer heterosexual. No me siento sexualmente atraída a mujeres».[160]

La APA afirma: «En las últimas cuatro décadas, terapeutas “de reorientación” no han producido ningún estudio científico riguroso que pruebe sus alegaciones de cura». La APA urgió a un mejor estudio para determinar los riesgos y beneficios y que hasta esos estudios estén disponibles, recomiendan que «el terapeuta con ética evitará cualquier intento de cambiar la orientación sexual de las personas».
Las principales organizaciones médicas y otras no aceptan evidencias anecdóticas de los terapeutas de conversión y grupos de exgais por razones que incluyen:
- los resultados no se publican en revistas revisadas por pares, sino que tienden a ser publicadas en medios de comunicación de masas e Internet;[161]
- no se emplean sujetos al azar y como consecuencia, los resultados son dependientes de los informes de los propios sujetos para las conclusiones o en las evaluaciones del propio terapeuta, que pueden estar sujetas a prejuicios de conveniencia social;[57]
- las evidencias son obtenidas en un período corto y no existe seguimiento de los datos para determinar si el tratamiento fue efectivo a largo plazo;[76]
- la evidencia no demuestran un cambio en la orientación sexual, sino simplemente una reducción del comportamiento homosexual;[76]
- la evidencia no toma en consideración que los sujetos pudieran ser bisexuales y simplemente haber sido convencidos de restringir sus actividades sexuales al sexo opuesto;[76]
- los terapeutas de conversión asumen falsamente que la homosexualidad es un desorden mental;[9]
- los estudios de terapeutas de conversión se centran casi exclusivamente en estudios sobre hombres gais y rara vez incluyen a lesbianas.[76]

Con respecto al último punto, un ensayista arguye que la razón de centrarse en hombres gais es más política que médica. Afirma que los roles de género conservadores y rígidamente definidos son los valores básicos empleados por terapeutas de conversión y que la sexualidad masculina, con su énfasis en jerarquías masculinas y patriarcales, es considerada más importantes y valiosa que la femenina.
Según la Asociación Psicológica Canadiense (CPA) las terapias de conversión pueden provocar “consecuencias negativas, como angustia, ansiedad, depresión, una imagen negativa de uno mismo, una sensación de fracaso personal, dificultad para mantener relaciones y disfunción sexual”.
Para el gobierno canadiense la terapia de conversión es una «práctica desacreditada por la comunidad científica y carece “de una base científica”.

#### Estudios revisados por pares
Un estudio revisado por pares de 2002 afirma que el 88 % de los participantes en terapias de reorientación no consiguieron un cambio duradero de su comportamiento sexual y el 3 % decía haber cambiado su orientación a heterosexual. El resto decía o bien haber perdido completamente el deseo sexual o intentaban permanecer célibes, sin cambio en la atracción. Algunos de los participantes que fallaron sentían vergüenza y habían participado en terapias de reorientación durante muchos años. Otros creían que la terapia merecía la pena y era valiosa. De los 8 participantes en la encuesta (de una muestra de 202) que informaron haber cambiado su orientación sexual, 7 trabajaban como asesores o líderes de grupo en grupos exgay.
En 2001, el Dr. Robert Spitzer, que participó en la desclasificación de la homosexualidad como desorden mental por la APA, presentó un artículo en la convención anual de la APA sobre la terapia de conversión. Informó de que el 66 % de los hombres y el 44 % de las mujeres que había tomado de muestra habían conseguido un «funcionamiento heterosexual bueno» a través de intervenciones.
Este informe es ampliamente citado por los defensores de la terapia de reorientación como evidencia de éxito de la terapia. Sin embargo, el propio Dr. Spitzer, admitió posteriormente que no había forma de verificar la veracidad de lo contestado por los entrevistados de su estudio, y pidió disculpas a la comunidad gay.
La APA inmediatamente publicó una desaprobación del artículo, indicando que no había sido revisado por pares y que «no existe evidencia científica publicada que apoye la eficacia de la terapia de reorientación como un tratamiento para el cambio de orientación sexual».
Dos años más tarde, Spitzer publicó la obra en Archives of Sexual Behavior. La decisión de publicarlo generó controversia y uno de los patrocinadores se retiró como protesta. El artículo ha sido criticado por varias razones, entre las que se encuentra el empleo de muestras no aleatorias y criterios poco rigurosos para calificar el «éxito». Críticos argumentan que se basó en muestras seleccionadas por terapeutas de conversión mismos (los 86 participantes fueron elegidos a mano por organizaciones de exgais), que muestras correctas aleatorias no se emplearon, que se empleó una muestra reducida, que los sujetos parecen ser defensores del tratamiento cuya opinión estaba posiblemente sesgada a favor de la terapia, que el 60 % de los sujetos habían indicado anteriormente que eran bisexuales y que no hubo ningún estudio de seguimiento para comprobar la conversión a largo plazo.
El mismo Spitzer quitó importancia a su propio estudio; al preguntársele por la muestra de 200 pacientes tras 16 meses y el porcentaje de personas que tendrían éxito, Spitzer dijo que hizo falta casi un año y medio para encontrar solo 200 personas dispuestas y que, por lo tanto, el número de personas gais que podían convertirse con éxito en heterosexuales era probablemente «bastante bajo». También admitió que los participantes del estudio eran «excepcionalmente religiosos».
En 2016 se aprobó una ordenanza en el condado de Miami-Dade que penara a quien traten de cambiar la orientación sexual de un menor de edad de acuerdo con una propuesta de ley a nivel de condado. Esta práctica también está prohibida en los estados de California, Oregón, Illinois, Nueva Jersey, Washington D. C. y Nueva York. Mientras tanto, otros 21 estados junto con el Congreso de Estados Unidos están analizando la posibilidad de prohibirla.

#### Reacción de los terapeutas favorables a la terapia de reorientación
Los terapeutas favorables a la terapia de reorientación generalmente responden a los puntos de vista mayoritarios con tres puntos principales. Primero, afirman que los puntos de vista médicos mayoritarios (desde la desclasificación de la homosexualidad como un desorden mental en 1973, hasta la oposición actual a la terapia de reorientación) es el resultado de creencias políticas y trabajo de lobby.
Segundo, dicen que hay evidencia de que la terapia de reorientación funciona.
Tercero, arguyen que las personas deberían ser libres de elegir sus propios fines terapéuticos (véase sección sobre el argumento de la libre elección más arriba).
Robert Perloff, antiguo presidente de la American Psychological Association, en 2001, a la edad de 80 años, acusó a la APA de ser «demasiado políticamente correctos, demasiado burocráticos, demasiado obedientes de intereses especiales».[cita requerida] Dijo que el punto de vista de la APA sobre la terapia de reorientación es «completamente incorrecta. 
Desde el año 2019 Alemania ha prohibido por ley la autodenominada ‘terapia de conversión’ tanto en menores como en adultos, explicado que este tipo de prácticas que pretenden hacer que los pacientes sean heterosexuales ya que no tienen una base científica y a menudo causan daño psicológico cualquiera que viole la prohibición podría enfrentar castigos que van desde multas de hasta 30 000 euros, hasta prisión.

### Alemania
En Alemania, el sistema de la psiquiatría, la psicología y la sexología veían, desde principios del siglo XX, la homosexualidad como patológica. Sin embargo, como consecuencia de la mayor visibilidad de la comunidad gay durante la pandemia de sida a finales de los años ochenta y de la decisión de la ICD-10 de dejar de considerar a la homosexualidad como un desorden mental, modelos biológicos, en lugar de patológicos, han pasado a ser mayoritarios.
En febrero de 2002, todos los partidos del Bundestag se declararon contra la terapia de reorientación. El ejecutivo alemán afirmó que la terapia de conversión es peligrosa y que la homosexualidad no es una razón para realizar terapia.

### Argentina
En Argentina, las terapias de reorientación sexual están prohibidas en la Ley Nacional de Salud Mental, la cual, en su artículo tercero establece: «En ningún caso puede hacerse diagnóstico en el campo de la salud mental sobre la base exclusiva de [...] elección o identidad sexual»

### Iberoamérica
Las organizaciones que ofrecen terapias de reorientación sexual también han aparecido en Iberoamérica. Diversos grupos, como el Grupo Juan Pablo II, que mantienen la página web «Es posible el cambio»,
Courage Latino,
Exodus Latinoamérica,
Vida Humana Internacional, fundado por un monje benedictino, y
Catholic.net, perteneciente a la Red Informática de la Iglesia en América Latina, apoyan, difunden y ofrecen terapias de reorientación sexual.
En Argentina, Kjeld Værnet, neurocirujano e hijo de Carl Værnet, continuó las investigaciones para una «cura» de la homosexualidad en los años sesenta, realizando experimentos con lobotomía.
En Chile han comenzado a aparecer psicólogos que ofrecen terapias de reorientación.
En Chile se calcula que existen 200 de estos centro según las estimaciones del ministerio de Salud de ese país, cartera que desde 2015 pasado le declaró la guerra a estas clínicas. Durante el régimen Pinochetista lesbianas y homosexuales fueron sometidos a terapias de electro shock y modificaciones hormonales forzosas.
En Lima (Perú) funciona desde 2000 el Centro de Restauración de Homosexuales (CREHO). La fundadora, una exlesbiana sin formación médica, cree que la homosexualidad «se hace a través de las influencias que tiene a lo largo de su vida y que van del rechazo que puede tener el niño desde el vientre materno, la falta de amor, cariño y atención de los padres...». La terapia se adapta a lo que consideran el «origen» de la homosexualidad, para aislarlo y tratarlo. Por ejemplo, «si el problema es de dependencia emocional hay que cortar las compañías que afectan, si es por abuso hacen la terapia del luto (desahogo)». Lo que consideran una enfermedad moral, del alma, también es tratada a través de la religión, a pesar de que no se consideran religión ni grupo religioso.[cita requerida]
En Ecuador existen clínicas ilegales que ofrecen a padres la «cura» de sus hijos. Las víctimas son secuestradas y obligadas a ingresar con ayuda de familiares. En algunos casos, para el «tratamiento» se usan métodos violentos, como «una chica lesbiana que fue violada, además de gais o travestis que les cortaron el pelo o les extrajeron líquido de las prótesis de sus senos», tratamientos de choque eléctrico o privación de comida y sueño. Estas clínicas ilegales se ocultan a menudo como centros de tratamiento de drogodependencia privados y los «tratamientos» pueden costar hasta 1500 $ al mes. La Fundación Equidad y Género de Ecuador recibe unas 15 denuncias al año de personas que han sido ingresadas contra su voluntad.
En agosto de 2011, en Ministerio de Salud clausuró por lo menos 30 clínicas, la mayoría relacionadas con grupos evangélicos, aunque se cree que podrían existir hasta 200 centros de este tipo en todo el país.
En Colombia, en el año 2021, el congresista Mauricio Toro presentó el 10 de mayo de 2022 un proyecto de ley de nombre "Inconvertibles" 

### China
En China la psiquiatría occidental fue importada durante el «movimiento de occidentalización» a finales del siglo XIX. En la época, Occidente veía la homosexualidad como una enfermedad mental y ese punto de vista también se convirtió en mayoritario en China. Durante ese periodo el comportamiento homosexual era perseguido, un cambio importante de la actitud general de aceptación (aunque no total) que existía en China antes del siglo XIX. Estos puntos de vista se extendieron hasta los años setenta, a pesar del cambio del modelo teórico de la orientación sexual en Occidente, ya que el gobierno chino mantenía la política de «puertas cerradas». Después de 1980, nueva información comenzó a estar disponible en el país y la opinión comenzó a cambiar, aunque en 1990 todavía había muchos homosexuales ingresados en manicomios y se realizaban tratamientos de reorientación sexual.
En 2000 y bajo presión tanto del APA y del ACA, la CCMD-III (Clasificación China de Desórdenes Mentales) desclasificó la homosexualidad, pero añadió un diagnóstico similar a la orientación sexual egodistónica.
Aplicaciones de la terapia de reorientación son raras en China.
Pero en 2007 comenzaron a llegar desde Estados Unidos terapias de reorientación. En 2011, el actor y director Xiaogang Wei realizó el documental Tratamientos que curan, que trata sobre este fenómeno en China y en el que denuncia los fraudes y el comercio que se realizan a costa de la angustia de homosexuales.

### España
En España, durante el siglo XIX, la criminología había convertido al homosexual en un monstruo, opinión que una mayor visibilidad y el abandono del lastre moralizante suaviza a lo largo del siglo XX. A partir del cambio de siglo, en España predomina la visión endocrinológica del fenómeno, que divide a los homosexuales en buenos (los castos) y malos. Una visión típica durante los años veinte decía que «por lo general la homosexualidad no se observa más que en individuos tarados desde el punto de vista psicopático o biológico». El mayor representante de este tipo de pensamiento fue Gregorio Marañón. Más objetivo que la mayoría, se oponía a la criminalización, pero abogaba por el ocultamiento y, como tal, se le puede considerar antecesor de la homofobia liberal moderna.
Durante el franquismo los homosexuales fueron perseguidos y encarcelados o enviados a campos de trabajo.
Más tarde, ya en 1970, la Ley de Peligrosidad y Rehabilitación Social dio el enfoque de "tratar" y "curar" la homosexualidad. Se establecieron dos penales, uno en Badajoz (a donde se enviaban los pasivos) y otro en Huelva (dónde se enviaban los activos), además, en algunas cárceles solía haber zonas reservadas para los detenidos homosexuales.
En estos establecimientos se intentaba cambiar la orientación sexual de los presos mediante terapia de aversión: tras estímulos homosexuales se daban descargas eléctricas, que cesaban cuando había estímulos heterosexuales.
Este punto de vista sigue siendo defendido por sectores minoritarios, del que el ejemplo más conocido es el de Aquilino Polaino, catedrático y director del Departamento de Psicología de la Facultad de Humanidades y Ciencias de la Comunicación de la Universidad CEU San Pablo, experto citado por el Partido Popular para que interviniera en la Comisión de Justicia del Senado para hablar sobre los matrimonios entre personas del mismo sexo, que afirma haber realizado 160 tratamientos en jóvenes gais.
Los tratamientos de reorientación han seguido realizándose de forma individual por determinados psicólogos y clínicas.
En 2009 la Generalidad de Cataluña investigó a la Policlínica del Tibidabo para determinar si se realizaban tratamientos de reorientación, ya que, tal como aclaraba la consejera de Salud Marina Geli, la homosexualidad es una orientación sexual y no debe ser considerada una enfermedad.
Algunos grupos religiosos protestantes y católicos han comenzado a ofrecer cursos para «curar la homosexualidad» importados desde Estados Unidos.
Por ejemplo, el obispado de Alcalá de Henares, presidido por el obispo Juan Antonio Reig Pla, ha publicado en su página web una guía para dejar de ser homosexual. El método recomendado por el obispado es la lectura de determinados párrafos de la Biblia, la meditación y la oración y el estudio de las vidas de los santos Carlos Lwanga y Pelayo.

### India
En la India, la psiquiatría y los psicólogos «han mantenido un silencio prácticamente total sobre el tema de la homosexualidad».
Un estudio publicado trata los métodos para modificación del comportamiento empleados para tratar la orientación sexual de trece pacientes gais.
Emplean la clasificación de la OMS de la orientación sexual egodistónica, pero la People's Union for Civil Liberties (Unión del Pueblo por las Libertades Civiles) informa que los médicos diagnostican a menudo a sus pacientes como egodistónicos, a pesar de que el paciente sea egosintónico.

### Italia
En Italia se han realizado pocos estudios sobre la salud mental de la comunidad homosexual. Inicialmente, los estudios tendían a describir la homosexualidad como una patología o un desarrollo deficiente. Más recientemente, en la década de 2000, las actitudes han comenzado a cambiar: «Con un atraso de diez años, Italia ha seguido [...] las actitudes sobre la homosexualidad de los profesionales de la salud mental de Estados Unidos».

### Japón
La entidad psiquiátrica de Japón eliminó la homosexualidad de su lista de desórdenes psiquiátricos en 1995.

### Noruega
En Noruega, un país conocido por su fuerte legislación proderechos LGBT, el paso desde un punto de vista patológico a uno no patológico comenzó en los años setenta, siguiendo la publicación de la APA en 1973. En 2000, la asamblea general de la Asociación psiquiátrica noruega votó por mayoría aplastante el siguiente comunicado sobre la terapia de reorientación:

La homosexualidad no es ningún desorden o enfermedad y, por lo tanto, no puede ser sujeto a tratamiento. Un «tratamiento» con el simple propósito de cambiar la orientación sexual de homosexual a heterosexual debe ser contemplada como una mala praxis ética y no tiene sitio en el sistema de salud.
Citado por Reider Kjær

### Reino Unido e Irlanda
En el Reino Unido e Irlanda el Royal College of Psychiatrists, la principal organización de psiquiatras en esos dos países, publicó un estudio en el que afirma que:

La evidencia muestra que las personas LGB están abiertas a la búsqueda de ayuda para problemas mentales. Sin embargo, puede que sean mal entendidos por el terapeuta que considera la homosexualidad como la causa inicial de todo problema que aparezca, como la depresión o la ansiedad. Desgraciadamente, los terapeutas que se comportan de esta manera probablemente causen mucha angustia. Una pequeña minoría de terapeutas incluso irá tan lejos como para intentar cambiar la orientación sexual de su cliente. Esto puede ser profundamente dañino. A pesar de que en la actualidad existen una serie de terapeutas y organizaciones que en Estados Unidos y el Reino Unido afirman que la terapia puede ayudar a los homosexuales a convertirse en heterosexuales, no existen evidencias de que ese cambio sea posible.
Church Times

En 2010, la Asociación Médica Británica (British Medical Association), hizo un llamamiento a psiquiatras y psicólogos para que abandonaran la práctica de las «terapias reparadoras» por su ineficacia y daño potencial.
En la actualidad, dichas pseudoterapias están prohibidas.

### Malta
En diciembre de 2016 el parlamento de la isla mediterránea aprobó de forma unánime la prohibición de «las dañinas e inútiles ‹terapias› reparadoras de la homosexualidad o la transexualidad», prohíbe la patologización de cualquier orientación sexual o identidad o expresión de género. Para hacer efectiva esta provisión, establece multas de hasta 5.000 euros y penas de hasta cinco años de prisión para aquel que anuncie, ofrezca o lleve a cabo este tipo de pretendidos tratamientos.

### Suecia
En Suecia se ha empleado hasta 1979, hasta que en ese año se produjo un escándalo mediático cuando se descubrió que psiquiatras del hospital de Malmö habían aplicado tratamiento de electrochoques a una lesbiana de 38 años.

### Uruguay
En Uruguay, la Ley de Salud Mental promulgada en 2017 dispone que en ningún caso podrá establecerse un diagnóstico en el campo de la salud mental sobre la base exclusiva de la orientación sexual e identidad de género (art. 4, lit. D).

## Situación legal en el mundo

Prohibición sobre las terapias de conversión en el mundo
Prohibición penal de la terapia de conversión por motivos de orientación sexual y/o identidad de género
Prohibición de las terapias de conversión, solo aplica a profesionales de la salud
Prohibición pendiente o en proceso
Sin prohibición

A continuación, países que han promulgado prohibiciones contra las “terapias de conversión” o de reorientación sexual por medio de una ley, ya sea civil o penal, u otros tipos de instrumentos legales. 
En todo su territorio:
- Alemania (2020) en menores de edad[218][219]
- Brasil (1999)[220] A partir de 2018 también se prohibió las terapias contra la transexualidad.
- Canadá (2022)[221]
- Ecuador (2014)[222]
- Francia (2022)[223]
- Grecia (2022) en menores de edad[224]
- Malta (2016)[225][226]
- Nueva Zelanda (2022)[227]
- Vietnam (2022)[228]
- España (2023)[229]
- Chipre (2023)
- Islandia (2023)
- Bélgica (2023)
- Noruega (2023)
- Portugal (2024)
- México (2024)[230]Además también existen prohibiciones locales en vigor.

En parte de su territorio:
- Australia:  Queensland (2020),  Territorio de la Capital Australiana (2021),  Victoria (2021).[231]

- Estados Unidos (solo en 20 estados, además de Washington D. C. y Puerto Rico):  California (2013),  Colorado (2019),  Connecticut (2017),  Delaware (2018),  Hawái (2018),  Illinois (2016),  Maine (2019),  Maryland (2018),  Massachusetts (2019),  Nevada (2018),  Nuevo Hampshire (2019),  Nueva Jersey (2013),  Nueva York (2019),  Nuevo México (2017),  Oregón (2015),  Puerto Rico (2019),  Rhode Island (2017),  Utah (2019),  Vermont (2016),  Virginia (2020),  Washington (2018),  Washington D. C. (2015). Varios condados y ciudades también han promulgado prohibiciones locales.[cita requerida]
- México:  Ciudad de México (2020),[232]  Estado de México (2020),[233]  Oaxaca (2021),[234]  Baja California Sur (2021),[235]  Zacatecas (2021),[236]  Yucatán (2021),[237]  Tlaxcala (2021),[238]  Colima (2021),[239]  Jalisco (2022),[240]  Baja California (2022),[241]  Hidalgo (2022),[242]  Sonora (2022),[243]  Nuevo León (2022),[244]  Puebla (2022),[245]  Querétaro (2022),[246]  Sinaloa (2023),[247]  Morelos (2023),[248]  Quintana Roo (2023),[249]  Guerrero (2024)[250]  Chiapas (2025)[251]  Tamaulipas (2025)[252]

Además, se incluyen algunos países que no han promulgado prohibiciones explícitas sobre "terapias de conversión" pero que han prohibido los diagnósticos de salud mental basados exclusivamente en la orientación sexual. A pesar de que estas leyes no prohíben estas “terapias” explícitamente, estas solo aplican a los profesionales de la salud registrados que administren algunos de estos tipos de “terapias”. Estos son:
- Argentina (2010)[253]
- Chile (2021)[254]
- Fiyi (2010)[255]
- Nauru (2016)[256]
- Paraguay (2022)[257]
- Samoa (2007)[258]
- Uruguay (2017)[259]

Países con prohibición de facto:
- Albania (2020): La Orden de Psicólogos de la República de Albania prohíbe a sus miembros la práctica de cualquier procedimiento encaminado a intentar cambiar la orientación sexual o la identidad de género, ya sea en menores de edad o en adultos. La resolución implica a todos los profesionales de esta disciplina en el país, que se arriesgarán a perder su licencia si infringen la directiva.[260][261]
- Israel (2022): En febrero de 2022, el Ministerio de Salud de Israel prohibió que psicólogos y profesionales con licencia ofrezcan, publiciten y proporcionen terapias de conversión que buscan cambiar la identidad de género o la orientación sexual de una persona. La directiva establece que aquellos que las sigan realizando se arriesgan a recibir sanciones que incluyen procesos disciplinarios y revocaciones de licencia para seguir ejerciendo profesionalmente.[262]
- Suiza (2016): El Consejo Federal Suizo escribió en respuesta a una interpelación parlamentaria que, en su opinión, las terapias de conversión son "ineficaces y causan un sufrimiento significativo a los jóvenes sujetos a ellas", y constituirían una violación de los deberes profesionales por parte de cualquier profesional de atención que los realice. Como tal, en opinión del Gobierno, cualquier profesional de la atención médica que realice tales terapias puede ser sancionado por las autoridades cantonales.[263]
- Taiwán (2018): El Ministerio de Salud y Bienestar emitió un anuncio público indicando que, las personas y las organizaciones que administraran estas “terapias” podrían ser responsables de un delito en virtud de la Ley de Bienestar de la Infancia y la Juventud o el Código Penal.[264]

En China, varias decisiones judiciales han fallado a favor de las víctimas de “terapias de conversión”, aunque no ha habido una prohibición legislativa contra tales prácticas.[cita requerida]
Por el contrario, en Malasia, tales "terapias" son respaldadas por el gobierno federal. En 2017, el Departamento de Desarrollo Islámico aprobó y promovió las "terapias de conversión". En Indonesia, en 2016, la Asociación de Psiquiatras (PDSKJI) clasificó la  "homosexualidad",la "bisexualidad" y la  "transexualidad" como trastornos mentales que "pueden curarse con un tratamiento adecuado".[cita requerida]

## Escándalos
Ha habido algunos escándalos notables entre las personas favorables a la terapia de reorientación sexual.

### Escándalos relacionados con menores
Uno de los aspectos más controvertidos de la terapia de reorientación es el que se centra en los adolescentes, incluyendo ocasionalmente el tratamiento forzado de adolescentes en campos de exgais. En 2006 un informe perfilaba evidencias de que grupos de exgais y de terapia de reorientación se estaban centrando cada vez más en los niños.
Varios estudiosos del derecho han respondido a estos hechos arguyendo que los padres que fuerzan a sus hijos a realizar programas agresivos de terapia de reorientación, comenten abuso de menores según la ley de varios estados federados de Estados Unidos.
- En 1991, la menor Lyn Duff, de 14 años, salió del armario públicamente como lesbiana. Su madre, que estaba preocupada por la orientación sexual de su hija, la ingresó a la fuerza en el Centro Psiquiátrico Rivendell, un centro de internamiento cerca de la ciudad de Salt Lake City, en Utah. El ingreso de Duff fue pagado por el Estado de California basándose en un diagnóstico de «desorden de identidad de género» a través de un fondo especial para la educación. Está documentado que su tratamiento incluyó terapia de choque, terapia de aversión, drogas psicotrópicas, hipnosis y consejos sobre comportamiento (por ejemplo, como vestir y maquillarse, etc.). Después de 168 días en Rivendell, Duff se escapó. En 1992 denunció a la institución y a su madre. En 1993 el terapeuta que trató a Duff, R. Mark Hinckley, dejó Rivendell para comenzar Turnabout en Salt Lake City, un campamento similar para jóvenes gais.
- En Tennessee, en 1995, un joven de 16 años buscó emanciparse legalmente de sus padres porque le estaban forzando a recibir terapia de reorientación con un psicólogo de Memphis, el Dr. Duff Wright. Intentaron enviarlo a Love in Action o un programa similar. Un juez del circuito de Memphis estuvo de acuerdo en que el joven sería dañado por el tratamiento e indicó que firmaría la orden de emancipación. En un acuerdo extrajudicial, sus padres abandonaron los planes de enviarlo a tratamiento.[268]

En abril de 2005, Wright perdió su licencia para ejercer de psicólogo debido a su participación en una estafa en la que un cliente perdió 81 000 dólares estadounidenses.
- En julio de 2005, el New York Times informó sobre la historia de Zachary Stark, de unos 16 años, cuyos padres le forzaron a participar en un campamento exgay organizado por Love in Action.[270]
En mayo de 2005, Zachary escribió en su blog:

Hoy, mi madre, mi padre y yo hemos tenido una «conversación» en mi habitación, en la que me han informado de que debo ingresar en un programa de fundamentalistas cristianos para gais. Me dicen que hay algo psicológicamente erróneo en mí y que me «han educado mal». Soy un gran fracaso para ellos, uno que no está en el camino en el que Dios quiere que esté. Así que estoy aquí, llorando, uniéndome al resto de todos esos chicos que se quejan de sus padres en blogs. Y no puedo evitarlo.
Zachary Stark

En julio de 2005 Stark salió del campamento exgay.
El blog de Stark llevó a una investigación del campamento que no descubrió señales de abuso de menores. Pero en septiembre de 2005 el campamento fue clausurado cuando las autoridades de Tennessee descubrieron que había personal sin licencia administrando drogas a los clientes.
- En octubre de 2005, el padre de D. J. Butler, de 17 años, condujo esposado a su hijo al campamento.[273]

En febrero de 2006, las autoridades de Tennessee no quisieron proseguir con la denuncia contra Love in Action, y cerraron el caso.

### «Recaídas» y otros escándalos
- El cofundador de Exodus International, Michael Bussee y su pareja, el exasesor de Exodus, Gary Cooper, abandonaron la organización y en 1979 realizaron una ceremonia de compromiso. Bussee se convirtió en un crítico abierto de Exodus y del movimiento exgay.[274]
Rechaza completamente las terapias diseñadas para cambiar o «curar» a personas gais, pero recientemente ha reconocido el potencial de la terapia que «no promete el cambio, sino que ofrece a los pacientes ayuda para manejar sus deseos y modificar su comportamiento para adaptarse a sus valores religiosos (incluso si eso significa una vida célibe)».[275]
- Colin Cook, fundador de Homosexuals Anonymous, fue descubierto en 1986 teniendo relaciones sexuales con sus pacientes. Cook afirmó que los masajes desnudos tenían como objetivo insensibilizar frente a deseos homosexuales. En 1987 fue expulsado de Homosexuals Anonymous por actividad sexual y en 1995 estuvo envuelto en un escándalo similar con el nuevo grupo que había formado, el FaithQuest Colorado. Cook participaba en sexo por teléfono, abrazos largos y sensuales y le pedía a sus pacientes que trajeran pornografía gay a las sesiones para que los pudiera insensibilizar contra ello.[276]
- John Paulk, el líder del grupo Love Won Out de Focus on the Family y director del consejo de dirección de Exodus International North America, fue fotografiado en septiembre de 2000 saliendo de un bar gay en Washington D. C.[277] Como consecuencia, Paulk dimitió de las dos organizaciones.[278]
- Michael Johnston, un hombre seropositivo (con VIH), apareció en la película It’s Not Gay, promocionada por la American Family Association, además de aparecer con frecuencia en televisión y radio en Estados Unidos en relación con su afirmación de haber cambiado de orientación sexual. En 1998 llegó incluso a aparecer en una campaña de anuncios en la televisión a nivel nacional afirmando que Jesucristo le había dado el poder de dejar su homosexualidad en el pasado. En 2002 se descubrió que había comenzado de nuevo a tener sexo con hombres y admitió haber tenido sexo sin condón con varios hombres sin informarles de su estado de salud, sabiendo que había sido seropositivo por lo menos en los dos últimos años.[279]
- Christopher Austin era un asesor exgay que fue sentenciado a 10 años de prisión en 2007 por asaltar sexualmente a un cliente masculino. Austin estaba asociado a NARTH y a Evergreen International y hacía presentaciones para estas, que lo describían como «un terapeuta especializado en recuperación de la adicción al sexo y a la homosexualidad [y] creador de RENEW, un tratamiento multidimensional para hombres que luchan contra su homosexualidad».[280][281]
- Terrance Lewis era un sacerdote y exasesor en el colegio Providence Bible, en Winnipeg (Canadá), que fue condenado en febrero de 2008 por asaltar sexualmente a un hombre joven que buscaba consejo para convertirse en heterosexual. La presunta víctima, que tenía 29 años en 2007, informó al tribunal que comenzó a encontrarse con Lewis para sesiones a principios de 2000, después de que sus padres lo pillaran viendo pornografía gay en el ordenador de la familia. El hombre dijo que Lewis había comenzado un programa de «terapia de tacto», que incluía besos y tocamientos mutuos y la realización de juegos de actuación sexual.[282][283]
- En 2006, Ted Haggard, antiguo predicador evangélico de Estados Unidos y líder de la National Association of Evangelicals, dimitió o fue expulsado de todos sus puestos de responsabilidad después de que Mike Jones, anteriormente dedicado a la prostitución, lo acusara de realizar actos homosexuales y consumir drogas. Haggard negó incluso conocer a Mike Jones, pero según avanzaban las investigaciones periodísticas, reconoció que algunas de las acusaciones, como la compra de metanfetamina, eran ciertas. Más tarde añadió «inmoralidad sexual» a su lista de confesiones. Después de que el escándalo fuera publicado, Haggard realizó tres semanas intensivas de sesiones dirigidas por cuatro sacerdotes. El 6 de febrero de 2007, uno de esos sacerdotes afirmó que Haggard «es completamente heterosexual».[284]

El sacerdote más tarde afirmó que la terapia «dio a Ted herramientas para abrazar su lado heterosexual».
El 6 de febrero de 2008, Haggard pidió abandonar el «programa de restauración» creado para él en la New Life Church. En una nota de prensa, la New Life Church «reconoce que el proceso de restauración de Ted Haggard es incompleto y mantiene su posición inicial de que no debería volver al sacerdocio vocacional. Sin embargo, deseamos para su futuro y el de su familia solo éxito».